# Mycosphaerella enteleae
Mycosphaerella enteleae är en svampart som först beskrevs av Dingley, och fick sitt nu gällande namn av Sivan. 1977. Mycosphaerella enteleae ingår i släktet Mycosphaerella och familjen Mycosphaerellaceae.   Inga underarter finns listade i Catalogue of Life.